# フレッチャ (駆逐艦)
フレッチャ（Freccia、「矢」の意）は、イタリア王立海軍の駆逐艦。

## 艦歴
1936年から1938年にかけて、フレッチャはスペイン内戦に派遣された。この紛争中の1937年8月14日、チュニス沖で砲撃と魚雷攻撃を行い、英国船籍のタンカー、ジョージ・M.C・ナイト（総トン数6213トン）を沈没させた（資料によっては損傷のみ）。

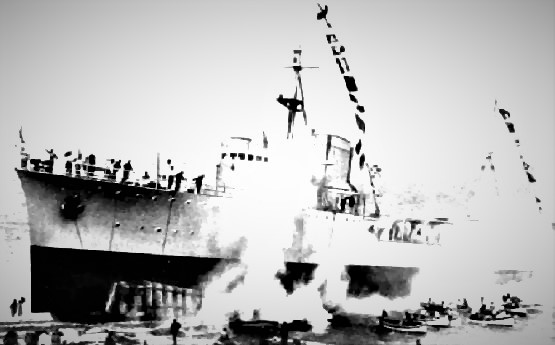
フレッチャの進水

イタリアが降伏した時点で、フレッチャは同型艦ダルド、サエッタおよびストラーレとともに第7駆逐艦部隊を構成していた。
1940年7月7日の14時10分に同型艦たち、戦艦ジュリオ・チェザーレおよびコンテ・ディ・カブール、第8駆逐艦部隊（フォルゴーレ、フルミーネ、ランポおよびバレノ）とともに、リビヤの護送船団（水雷艇オルサ、プロチオーネ、オリオーネ、ペガソ、アバ、ピロに護衛された兵員輸送船エスペリア、カリテア、内燃機船マルコ・フォスカリーニ、フランチェスコ・バルバーロ、ヴェットール・ピサーニ）を支援するためにターラントから出航したが、ドラドは機械的な故障を抱えていた。
この編隊はその後、第1および第2海軍戦隊に合流し、7月9日のカラブリア沖海戦に参加した。
11月11日から12日にかけての夜、イギリス軍によってターラントが攻撃された際にフレッチャもターラント港に停泊中だった。フレッチャは空襲による被害は受けなかったが、戦艦コンテ・ディ・カブールの対空砲火の誤射で軽微な損傷を受けた。
11月27日に戦艦ジュリオ・チェザーレおよびヴィットリオ・ヴェネト、同型艦フレッチャおよびサエッタ、第13駆逐艦部隊（グラナティエーレ、フチリエーレ、ベルサリエーレ、アルピーノ）とともにナポリを出航し、スパルティヴェント岬沖海戦に参加した。
1941年初頭に、艦橋部の2基の2連装13.2 mmブレダ 13.2mm機銃を2門の単装ブレダM35 20mm機関砲に交換し、2門の120 mm照明弾発射砲を多数の20 mm機関砲に置き換える改修を受けた。
1月22日、同型艦のサエッタとともに、ナポリ-トラーパニ間で兵員輸送船マルコ・ポーロ、コンテ・ロッソ、エスペニアおよびヴィクトリアを護衛した（船団は第14駆逐艦部隊の護衛を受けてトリポリまで航海した）。
2月5日から7日にかけて、ナポリからトリポリまで駆逐艦サエッタ、タリゴとともに（6日には軽巡洋艦バンデ・ネーレも加わった）、兵員輸送船マルコ・ポーロ、コンテ・ロッソ、エスペニアおよびカリテアで構成される船団を護衛し、2月9日から11日にかけての帰路も護衛にあたった。
2月21日、駆逐艦サエッタおよびトゥルビネとともに貨物船エラクレア、マリッツァおよびメネスで構成される船団を護衛してナポリからトリポリに向かった。英潜水艦リージェントがメネスを魚雷攻撃したが、沈没には至らず、サエッタに曳航されてトリポリに到着した。
3月3日から6日にかけて、駆逐艦タリゴおよび水雷艇カストーレとともにドイツアフリカ軍団への補給船団（蒸気船アルタ、アダナ、エギナ、サバウディア）をナポリからトリポリへ護衛した。
5月24日の4時40分、水雷艇プロキオーネ、オリオーネ、ペガソとともに兵員輸送船コンテ・ロッソ、マルコ・ポーロ、エスペニアおよびヴィクトリアで構成される船団を護衛してナポリを出航し、その後、間接護衛として第3巡洋艦隊（トリエステおよびボルツァーノ）、駆逐艦アスカリ、コラッツィエーレ、ランチエーレが加わり、一時的に水雷艇ペルセオ、カリオペ、カラタフィミも加わった（3艇は19時10分に帰投した）。船団を発見した英潜水艦アプホルダーが船団に接近した後に20時40分に2発の魚雷を発射した。フレッチャは魚雷をかろうじて回避したが、本来の目標であるコンテ・ロッソに命中し、輸送船は10分で兵員1297名とともに沈没した。フレッチャはアプホルダーへの爆雷攻撃が失敗した後で、他の艦艇とともに生存者1432名を救助した。
8月17日には貨物船マッダレーナ・オデーロ、カッファーロ、ジュリア、マリン・サヌード、ミナティトランからなる護送船団を駆逐艦フレッチャ、エウロ、水雷艇プロキオーネ、ペガソ、シルトリとともに護衛したが、オランダ潜水艦O 23が水雷艇ペガソとシルトリに護衛されてランペドゥーザ島に帰還中のマッダレーナ・オデーロを魚雷攻撃し、その後、航空機からの攻撃が止めを刺した。一方、他の艦船は19日にトリポリに到着した。
9月1日、駆逐艦ダ・レッコ、フォルゴーレ、ストラーレとともに内燃機船アンドレア・グリッティ、リアルト、ヴェットール・ピサーニ、セバスティアノ・ヴェニエール、フランチェスコ・バルバーロを護衛してナポリを出航したが、3日に船団が航空攻撃を受けてアンドレア・グリッティが爆発して347名が死亡し、フランチェスコ・バルバーロも損傷して、アスカリとランチエーレに護衛されつつダルドに曳航されてメッシーナに向かった。船団の他の艦船は翌日トリポリに到着した。
9月5日に駆逐艦ダ・レッコ、フォルゴーレ、ストラーレとともにナポリに向かう蒸気船エルネスト、内燃機船コル・ディ・ラナおよび油槽船ポツァリカを護衛してトリポリを出航し、後に水雷艇シルチェが加わった。
9月7日にパンテッレリーア沖でエルネストがオランダの潜水艦O 21からの魚雷攻撃を受けて損傷し、ストラーレおよびシルチェとともにトラーパニに向かい、8日に到着した。船団の残りの艦船はナポリへの航海を続け翌日到着した。
12月11日にベンガジへ向かう兵員輸送船カリテアを護衛してブリンディジを出航したが、カリテアが16時25分に英潜水艦タリスマンからの魚雷攻撃を受け、数分のうちに北緯36度23分、東経22度33分の地点で沈没した。フレッチャは失敗に終わった数発の爆雷投下のあとで内燃機船に搭乗していた393名のうちの238名を救助してナヴァリーノに向かい、救助した兵士を下船させた（カリテアが輸送するはずだった民間人はアゴストリで駆逐艦トゥルビネに移乗した）。
1942年1月3日13時15分に「M 43」作戦の一環として水雷艇プロキオーネおよび現代的内燃機船ジーノ・アッレグリとともにブリンディジを出航し、船団は1月5日に無傷でトリポリに到着した。
6月4日にターラント-ベンガジ航路で現代的内燃機船レジナルド・ジュリアーニを護衛したが、ジュリアーニが雷撃を受けて航行不能となり、曳航する数度の試みも失敗したため放棄され、護衛部隊の水雷艇パルテノーペによって沈没させられた。
6月中旬の戦いの最中に、雷撃で損傷し、潜水艦P 35によって撃沈された重巡洋艦トレントの生存者を救助するために派遣された。
8月3日から5日にかけて、駆逐艦グレカーレ、コルサロ、レジオナリオ、フォルゴーレおよびトゥルビネ、水雷艇パルテノペおよびカリオペとともに内燃機船アンカラ（目的地トゥブルク）、ニノ・ビクシオおよびセストリエーレ（目的地ベンガジ）からなる護送船団（戦車92両、車両340両、機関車3両、起重機1基、兵員292名、燃料及び潤滑油4,381トン、その他の補給物資5,256トン積載）を護衛し、米国の航空機による初めてのイタリア艦船の攻撃となる多数回の航空攻撃（コンソリデーテッド B-24 リベレーターが使用された）を受けたものの目的地に到達した。
9月6日にフレッチャは、雷撃されて損傷した現代的内燃機船ルチアーノ・マナーラを修理のためにギリシャのアリラ湾へと曳航した。
12月13日には燃料を満載した現代的内燃機船フォスコロを護衛してナポリからトリポリに向かったが、フォスコロがマルサーラ沖で21時58分に雷撃され、同船は炎上して北緯37度33分、東経12度02分の地点で沈没した。

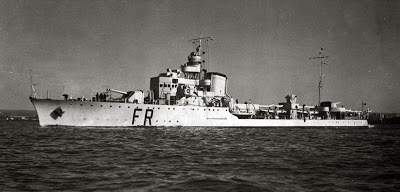
駆逐艦フレッチャ

12月29日、蒸気船イゼーオを護衛していたが、両艦ともに航空機からの攻撃を受け、フレッチャは爆弾によって損傷し、一方イゼーオには魚雷が命中して爆発し、フレッチャも魚雷を受けてさらに損傷した。しかしながら、フレッチャはイゼーオの生存者の救出を行った（搭乗していた72名のうちの13名）。
その後の修理の間に、後部の魚雷発射管群の37 mm機関砲2門への換装、単装20 mm機関砲3門の追加という改修を受けた。
1943年8月8日に作業のためにジェノヴァに停泊中に、都市はイギリス空軍爆撃機軍団の爆撃機およそ70機による激しい絨毯爆撃の目標となり、フレッチャには深夜1時25分に2発の爆弾が命中した結果、左舷側に流れて浅瀬に座礁し、部分的に浮いている状態となった。
フレッチャは総計165回の任務に出動し（海軍艦隊の一部として7回、対潜戦闘5回、船団護衛92回、訓練航海16回、移動その他44回）、68,062海里を航海し、344日間を任務に費やした。
船体は1949年に回収され、スクラップとされた。

### 艦長
ジュゼッペ・フィオラヴァンツォ大佐（1891年8月14日、モンセーリチェ生まれ、1935年）
エルネスト・パッキアロッティ大佐（1893年3月1日、ラヴェンナ生まれ、1937年）
ロレンツォ・ガスパッリ大佐（1894年4月25日、ナポリ生まれ、1938年）
アムレト・バルド中佐（1899年6月29日、スペツィア生まれ、1939年-1941年4月）
ジョルゴ・ゲ中佐（1901年7月21日、ジェノヴァ生まれ、1941年4月-10月4日）
アルヴィーゼ・ミニオ・パルエッロ中佐（1900年9月15日、ヴェネツィア生まれ、1941年10月5日-1942年10月）
ジュゼッペ・アンドリアーニ中佐（1903年2月20日、オリーア生まれ、1942年10月に暫定的に）
アルヴィーゼ・ミニオ・パルエッロ中佐（1900年9月15日、ヴェネツィア生まれ、1942年10月-11月26日）
ジュゼッペ・アンドリアーニ中佐（1903年2月20日、オリーア生まれ、1942年11月27日-1943年8月8日）

## 書誌情報
- Giorgio Giorgerini (2002). La guerra italiana sul mare: la marina tra vittoria e sconfitta, 1940-1943. Mondadori. ISBN 978-88-04-50150-3。
- Rolando Notarangelo; Gian Paolo Pagano (1997). Navi mercantili perdute. Roma: Ufficio Storico Marina Militare. ISBN 978-88-98485-22-2。